# Sunniva Næs Andersen
Sunniva Amalie Næs Andersen (født 12. november 1996 i Skien, Norge) er en norsk håndboldspiller, der spiller for Vipers Kristiansand og Norges kvindehåndboldlandshold.
Hun sin officielle debut på det norske A-landshold, den 10. oktober 2021 mod Slovenien.  Næs Andersen blev også udtaget til EM i kvindehåndbold 2022, der blev hendes første slutrunde.

## Meritter
- EHF Champions League:
  - Vinder: 2021, 2022
  - Bronze: 2019
- EHF Cup: 
  - Finalist: 2018
- Eliteserien:
  - Vinder: 2017/2018, 2018/2019, 2019/2020, 2020/2021, 2021/2022
- NM Cup:
  - Vinder: 2017, 2018, 2019, 2020, 2021